# Saint-Didier-sur-Doulon
Saint-Didier-sur-Doulon – miejscowość i gmina we Francji, w regionie Owernia-Rodan-Alpy, w departamencie Górna Loara.
Według danych na rok 1990 gminę zamieszkiwały 274 osoby, a gęstość zaludnienia wynosiła 8 osób/km² (wśród 1310 gmin Owernii Saint-Didier-sur-Doulon plasuje się na 580. miejscu pod względem liczby ludności, natomiast pod względem powierzchni na miejscu 150.).